# 천주교 자이 교구
천주교 자이 교구(중국어: 天主教嘉義教區, 라틴어: Dioecesis Kiayiensis)는 타이완의 로마 가톨릭교회 교구이다.
원래 1952년 자이 지목구로 설정되었다가 1962년에 교구로 승격되었다. 자이 교구는 현재 천주교 타이베이 대교구 관하 교구이다.

## 역대 교구장
1. 구옌웬(마태오) (1970년 5월 21일 - 1974년 12월 14일)
2. 티캉(요셉) (1975년 6월 21일 - 1985년 5월 3일)
3. 린티엔주(요셉) (1985년 11월 25일 - 1994년 5월 4일)
4. 류젠종(베드로) (1994년 7월 1일 - 2004년 7월 5일)
5. 헝샨추안(요한) (2006년 1월 16일 - 2007년 11월 9일)
6. 정안주(토마스) (2008년 1월 24일 - 2020,05,20 )
7. 공석

## 같이 보기
- 대만의 로마 가톨릭교회